# Jan Adornes (kanunnik)
Jan (Johannes) Adornes (Brugge, 8 augustus 1444 - Rijsel, 10 mei 1511) was kanunnik van het Sint-Pieterskapittel van Rijsel.

## Levensloop
Hij was de oudste zoon van de bekende Bruggeling Anselmus Adornes en van Margaretha van der Banc.
Jan was voorbestemd voor een kerkelijk ambt: amper 10 jaar oud kreeg hij al de kruinschering toegediend, waardoor hij toetrad tot de geestelijke stand. In 1464 studeerde hij aan de artesfaculteit van de Parijse universiteit, waarna hij naar Pavia in Italië trok om zich te vervolmaken in het burgerlijk recht. Daar werd hij op 27 maart 1470 door zijn vader Anselmus Adornes opgehaald om hem te vergezellen op zijn pelgrimstocht naar het Heilig Land. Op basis van notities die hij onderweg maakte, schreef Jan over deze reis een verslag, waarvan een exemplaar werd overhandigd aan koning Jacobus III van Schotland.
Na zijn studies bleef Jan Adornes nog enige jaren in Rome. In 1479 verleende paus Sixtus IV hem een prebende. In 1480 werd hij, dankzij de Schotse connecties van zijn vader, kanunnik benoemd in het Schotse Aberdeen. Hij nam hierin de opvolging van zijn broer Antonius Adornes (1462-1492). Hij werd hierin op 14 maart 1482 door paus Sixtus IV bevestigd, maar legde deze functie neer in 1483, nadat zijn vader in de plaatselijke oorlog was gesneuveld.
Ondertussen was hij ook kanunnik in het Sint-Pieterskapittel van Rijsel geworden, wat hij bleef tot zijn dood in 1511. Hij verbleef waarschijnlijk niet altijd in Rijsel, want in 1485 kreeg hij toestemming van paus Innocentius VIII om de getijden en het officie ook elders dan in zijn kapittelkerk te mogen bidden. Het is alvast zeker dat hij van 1480 tot 1488 in het herenhuis naast de Jeruzalemkerk woonde en vanaf 1483, jaar van het overlijden van zijn vader, de Stichting Jeruzalem beheerde.
Jan ondersteunde het kartuizerklooster Genadedal waar zijn broer Maarten prior werd. In 1485 financierde hij de bouw van een bijkomende kloostercel.
Hij was zeker niet onbemiddeld, want hij hield een handboek bij betreffende het beheer van zijn onroerende goederen en renten en beschikte ook over een ontvanger, Jacob Urbaens, die zijn goederen beheerde. Het goederenbeheer van Jan Adornes is goed bekend, omdat hij vanaf 1483 een cartularium aanlegde met alle akten en geschriften die hierop betrekking hadden.
In 1483 erfde hij van zijn vader het patronaat over de kapel van Onze-Lieve-Vrouw van Viven en in 1498 verwierf hij de heerlijkheid Viven. Hij werd ook heer van Ronsele en hield leengoederen die afhingen van het leenhof van den Brouc in Sint-Kruis, van het leenhof van de Burg van Brugge, van het leenhof van Oostkamp, van het leenhof van de Oudburg in Gent en van de proosdij van Sint-Donaas.

## Publicatie
Het Latijnse reisverslag van Adornes, overgeleverd in twee manuscripten, is in 1978 gepubliceerd met een Franse vertaling.